# Juliette Fretté
AJ Alexander Laura Croft

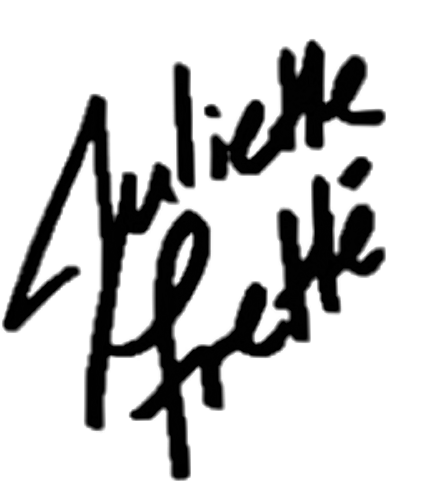
Signature.

Juliette Rose Fretté est artiste peintre, écrivain et modèle de charme de nationalité américaine. Bien que se réclamant du féminisme, elle a posé en tant que playmate pour le magazine Playboy en juin 2008.
Pendant ses études, Juliette est une élève brillante, particulièrement en Anglais et en art. Elle entre à l’Université après avoir reçu son diplôme d’études secondaires en 2002. C'est en tant qu'étudiante en début de cycles à l'Université de Californie à Los Angeles (UCLA) qu'elle pose nue pour la première fois pour le magazine, en compagnie d'autres filles : ses photos apparaissent dans le numéro d'octobre 2005 dans un article intitulé "Girls of the PAC 10" (Les filles de la Pacific-10 Conference - association d'universités devenue depuis lors la Pacific-12 Conference) - dans ce même article apparaît pour la première fois Sara Jean Underwood, future Playmate de l'Année 2007.
D'autres photos et vidéos sont diffusées ensuite dans le Cyberclub (site Internet) de Playboy, d'abord en tant que Coed of the Week (Étudiante de la semaine) le 5 janvier 2006, puis comme Coed of the Month (Étudiante du mois) en mars, sous le nom de Juliette Rose.
Juliette se revendique comme féministe et travaille alors à une thèse consacrée aux études sur ce sujet, intitulée "Posing for Playboy From a Feminist Perspective: How Media Images Impact Women's Empowerment." (Poser pour Playboy dans une perspective féministe : comment l'image médiatique influence l'accomplissement des femmes), et s'appuie sur ses travaux pour justifier sa participation à un magazine pour homme généralement fort peu apprécié par les mouvements féministes, en présentant cette immersion dans le monde de Playboy comme le moyen privilégié d'en aborder la problématique d’un point de vue féministe. Son attitude est d'ailleurs critiquée par des membres de sa famille et de son entourage.
En 2008 elle se décide à sauter le pas et à devenir Miss Juin 2008 (elle est photographiée par Arny Freytag et Stephen Wayda). Elle s'explique : « I was already doing something controversial, so I figured that I might as well do it all the way. » (Ce que je faisais portait déjà à controverse, donc je me suis dit que je pouvais aller jusqu'au bout).
C'est elle-même (fait très rare) qui rédige l'article qui lui est consacré, expliquant en quoi le fait de poser nue n'est pas incompatible avec son engagement féministe : si elle reconnaît que poser pour Playboy participe à objectifier le corps de la femme, ceci est admissible et même positif tant que cette dernière est respectée en tant qu'être humain, et que les photos servent uniquement à exalter la beauté et mettre en valeur les formes féminines, sans présenter d'aspects dégradants, méprisants ou offensants.
Selon elle, Une vraie féministe croit à l'égalité sociale, politique et économique des hommes et des femmes" : mais cela n’implique aucunement la haine de la gent masculine ; elle-même apprécie les hommes et affirme : 
Now more than ever, I can explain why a feminist would appear in Playboy: because it's fun. It's creative. And I feel like it. And that adds to my joy and empowers me as a human being. The climax to this entire journey! Yeah, I had to end with a bang. I hope it was as good for you as it was for me.
(« À présent plus que jamais, je peux expliquer pourquoi une féministe peut apparaître dans Playboy : parce que c’est amusant. C’est créatif. Et je m’y sens bien. Cela me fait très plaisir et me comble en tant qu’être humain. Le couronnement de tout ce cheminement! Oui, je devais finir avec un coup d'éclat. J'espère que c'était aussi bien pour vous que pour moi.»)
Juliette a une activité d’artiste peintre et rédige également des chroniques en indépendant pour différentes revues ou sites Internet, par exemple pour Examiner.com et Huffington Post. Elle a aussi, par exemple, réalisé une interview d'Olivia De Berardinis, la célèbre dessinatrice de pin-ups.

## Apparitions dans les numéros spéciaux dePlayboy
- College Girls January-February 2006 (en tant que Juliette Rose) (pages 43, 48-51)
- College Girls July-August 2006 (Juliette Rose) (pages 2, 10-13)
- Lingerie June-July 2006 (Juliette Rose) (pages 8-11)
- Natural Beauties 2006 (Juliette Rose) (pages 58-61)
- Nudes November 2006 (Juliette Rose) (pages 54-55)
- Sexy 100 2007 (page 77)
- Wild College Girls (2007) (Juliette Rose) (pages 1, 22-23, 36)
- Playmate Review 2009 (pages 42-49)
- Nude Playmates 2010 (pages 2, 56-61)